# Shigatsu wa Kimi no Uso
Shigatsu wa Kimi no Uso (四月は君の嘘, lit. "Sua Mentira em Abril"), também conhecido no ocidente como Your Lie in April é uma série de mangá escrita e ilustrada por Naoshi Arakawa. A adaptação do anime foi feita pelo estúdio A-1 Pictures, onde estreou dia 9 de outubro de 2014 no bloco NoitaminA da Fuji Television e encerrou em 19 de março de 2015.
O mangá é publicado no Brasil pela Panini desde 2017.

## Enredo
O pianista-prodígio Kousei Arima venceu com grande margem a competição musical e se tornou famoso entre os músicos infantis, mesmo possuindo um estilo musical controverso. Depois da morte de sua mãe, Saki Arima, uma instrutora rigorosa, o rapaz teve um colapso mental ao tocar em um recital de piano quando tinha apenas onze anos. Como resultado, ele não é mais capaz de ouvir o som do instrumento que tocava, mesmo que sua audição esteja perfeita. Mesmo dois anos depois do incidente, Kousei parou de tocar piano e alega ver um mundo cinza, completamente sem sabor e alegria. Por isso, ele se resignou a viver com seus melhores amigos, Tsubaki e Watari – até que, um dia, uma menina muda tudo. A  Kaori Miyazono, uma violinista excêntrica e extrovertida, possui um estilo com o violino que reflete sua personalidade, o que ajuda Kousei a voltar ao mundo da música e mostrar que ele deve ser livre, quebrando o molde rígido construído por sua mãe, ao qual Kousei estava acostumado. 

## Personagens
Kōsei Arima (有馬 公生, Arima Kōsei)
Dublado por Natsuki Hanae. Interpretação do piano: Tomoki Sakata
Kōsei é uma ex-criança prodigiosa em tocar piano, muitas vezes apelidado de "Metrônomo Humano". Ele foi capaz de tocar piano com extrema precisão e disciplina e, portanto, tinha ganhado muitas competições em todo o Japão. Ele perdeu a capacidade de tocar piano depois que sua mãe morreu de uma doença, quando ele tinha apenas 11 anos, ela também era sua professora de piano. Por causa de Kaori ele encontrou uma nova luz em seu desespero, com a ajuda de seus amigos.
Kawori Miyazono (宮園 かをり, Miyazono Kawori)
Dublada por Risa Taneda. Interpretação do violino: Yūna Shinohara
Kaori é colega de Tsubaki, uma violinista de espírito livre que tinha sido alvo de muitas críticas no painel de juiz devido a sua falta de vontade de seguir a pontuação, mas é altamente favorecida pelo seu público. Kaori conhece Kōsei quando ela pede a Tsubaki para ajudá-la com Watari. Kaori finalmente convence Kōsei a tocar piano novamente, primeiro como seu acompanhante e mais tarde em um concurso de piano.
Tsubaki Sawabe (澤部 椿, Sawabe Tsubaki)
Dublada por Ayane Sakura.
Tsubaki é amiga de infância de Kōsei e vizinha dele, que o trata como um irmão mais novo. Ela é atlética e faz parte do clube de softball da escola. Muitas vezes, consternada com a incapacidade de Kōsei para seguir em frente após a morte de sua mãe, ela tenta convencê-lo a tocar piano de novo, a fim de tomar uma decisão clara sobre o seu futuro. No momento ela está namorando seu ex-senpai, mas depois percebe que seus verdadeiros sentimentos por Kousei, a quem ela realmente ama. Tsubaki pensa que a música leva Kousei para longe dela, uma vez Kousei disse a ela que ele iria para um curso de música, numa oferta de escola, provavelmente seria no exterior ou fora da cidade.
Ryōta Watari (渡 亮太, Watari Ryōta)
Dublado por Ryōta Ōsaka.
Ryōta é amigo de infância de Kōsei e Tsubaki e também capitão da equipa de futebol da escola. Ele é extremamente popular com as garotas, muitas vezes adoptando uma atitude leviana. No entanto, ele ocasionalmente vem com boa perspectiva.
Takeshi Aiza (相座 武士, Aiza Takeshi)
Dublado por Yūki Kaji.
Takeshi é um pianista da mesma idade de Kōsei, que teve como objectivo ultrapassá-lo, quando o viu tocar piano quando era criança. Para isso, Takeshi sequer abandonou uma competição na Europa, a fim de competir com Kōsei.
Emi Igawa (井川 絵見, Igawa Emi)
Dublada por Saori Hayami.
Emi é uma pianista da mesma idade de Kōsei, que decidiu se tornar uma pianista depois de ouvir Kōsei tocar com 5 anos de idade. Emi é muito emocional e seu desempenho no piano muitas vezes depende de seu humor naquele dia.
Saki Arima (有馬 早希, Arima Saki)
Dublada por Mamiko Noto.
Saki é a mãe rigorosa de Kōsei que exige que ele toque piano perfeitamente, muitas vezes bate nele por pequenos erros. Enquanto ela não planeia fazer Kosei um pianista de primeiro, ela realiza os talentos de Kōsei e sua própria doença a faz decidir dar a Kōsei uma fundação rigorosa em Piano, a fim de ser capaz de encontrar o seu próprio estilo, e uma vida, depois. Ela morreu antes da qualificação de Kōsei ao que era, supostamente, sua primeira competição na Europa.
Hiroko Seto (瀬戸 紘子, Seto Hiroko)
Dublada por Mie Sonozaki.
Hiroko é uma pianista nacionalmente famosa e amiga de Saki durante tempos de faculdade. Ela foi quem descobriu os talentos de Kōsei no piano e sugeriu Saki para fazer dele um pianista. Ela está actualmente cuidado Kosei para regressar ao piano.
Nagi Aiza (相座 凪, Aiza Nagi)
Dublada por Ai Kayano.
Nagi é irmã mais nova de Takeshi que fingiu pedir propinas de Hiroko, a fim de explorar o rival de seu irmão, Kōsei. Ela acabou sendo aluna de Kōsei.
Saitō (斎藤, Saitō)
Dublado por Kazuyuki Okitsu.
Saitō é o capitão da equipa de basebol Tsubaki, e admira muito a Tsubaki. Ele confessou a Tsubaki e saiu com ela, mas sugeriu que eles se separassem depois de perceber os sentimentos reais de Tsubaki por Kōsei, cobrindo-o através dizendo que ele encontrou alguém que ele ama.
Nao Kashiwagi (柏木 奈緒, Kashiwagi Nao)
Dublada por Shizuka Ishigami.
Kashiwagi é uma boa amiga de Tsubaki que muitas vezes lhe dá conselhos. Kashiwagi conseguiu quebrar a teimosia de Tsubaki para perceber e admitir seus sentimentos por Kōsei.

## Mídia

### Anime
A-1 Pictures produziu o anime Shigatsu wa Kimi no Uso. Estreou oficialmente dia 9 de outubro de 2014. O tema de abertura intitulado "Hikaru Nara" (光るなら, If You Will Shine) foi cantado por Goose house e o tema de encerramento intitulado "Kirameki" (キラメキ, Sparkle) foi cantado por wacci.

## Recepção
Shigatsu wa Kimi no Uso ganhou prémio de Melhor Mangá Shōnen no 37º Prêmio de Mangá Kōdansha. Foi nomeado para o 5º Manga Taishō.